# Kleinkastell Qasr el-Uweinid
Das Kleinkastell Qasr el-Uweinid ist eine römische Garnison am vorderen Limes Arabiae et Palaestinae in der Provinz Arabia. Die in dieser Fortifikation stationierte Einheit war unter anderem für die Überwachung und Sicherung eines Grenzabschnitts in der unwirtlichen, ariden Klimazone der jordanischen Wüste verantwortlich. Die Reste des Qasrs befinden sich am Wadi Butm im Gouvernement Zarqa im Norden von Jordanien.

## Lage
Die Römer kontrollierten an den Außenposten des Reiches Stammesbewegungen insbesondere entlang der wichtigen Migrationsrouten, da den örtlichen Grenzschutzkommandeuren das zyklische Muster des Nomadenlebens bewusst war. Die Nomadenstämme tendierten dazu, den von der Natur vorgegebenen Wegen und Trassen wie insbesondere den Wadis zu folgen, weshalb gerade dort Militärposten entstanden, wobei die fest stationierten Einheiten auch mittels berittener Patrouillendienste Überwachungsarbeit leisteten.
Der Qasr el-Uweinid befindet sich ungefähr 75 Kilometer östlich der jordanischen Hauptstadt Amman und rund 17 Kilometer südwestlich der wichtigen Oase Azraq mit ihrem gleichfalls römischen Kastell. Zusammen mit der Garnison in Azraq und dem nordöstlich von Azraq gelegene Kleinkastell Qasr el-Usaikhin bildete der Qasr el-Uweinid die äußere Grenzlinie, die den nordwestlichen Ausgang des Wadi Sirhan blockierte. Dieses rund 325 Kilometer lange Wadi diente als wichtige Migrationsroute zwischen Syrien und dem Inneren der arabischen Halbinsel und wurde unmittelbar nach Annexion des Nabatäerreiches bis in die Spätantike durch römische Militäreinheiten gesichert und kontrolliert. Als südöstlicher Vorposten des Reiches diente dazu Al-Jawf, das antiken Dumata, am Rande der Nefud-Wüste Eine als rechteckiger Wachturm interpretierte Struktur bei Al-Jawf stammte aus nabatäischer Zeit und wurde von der römischen Armee weitergenutzt. In dem kollabierten Bauwerk fanden die Archäologen während der Ausgrabung 2011 eine Schlussmünze aus der Regierungszeit des Kaisers Licinius (308–324).
Die ehemalige Garnison el-Uweinid liegt am südlichen Rand der großen Basaltströme, die sich aus der durch prähistorischen Vulkanismus geprägte Basaltwüste des Jebel ed-Druze aus dem südsyrischen Hauran hierher ergossen. Ab diesem Punkt geht das Ergussgestein des Basalts nach Süden hin in die sandige Wüste Jordaniens über. Die kleine Anlage wurde militärstrategisch geschickt auf einem niedrigen Basaltrücken errichtet. Dieser ist lediglich im Nordosten mit einem südlichen Ausläufer des plateaubildenden Ergussgesteins verbunden. Damit bildet dieser leicht zum Wadi abfallende Geländerücken durch sein widerstandsfähiges Gestein einen Felssporn, der als Prallhang am Scheitel einer ausgreifenden Biegung  über dem hier von Nordwesten nach Ostnordost verlaufenden Wadi Butm liegt. Vom Garnisonsstandort aus fällt der Geländesporn rund 20 Meter steil in das Trockental ab. Die Kastellbesatzung hatte damit ungehinderte Sicht über die weiten Wüstenflächen im Osten, Süden und Westen. Knapp vier Kilometer weiter nördlich steigt das Land zum Jebel el-Uweinid an, der als Landmarke zum südlichen Abschluss des Jebel ed-Druze gehört.

## Forschungsgeschichte
Das Kleinkastell Qasr el-Uweinid wurde von der Wissenschaft in der Vergangenheit kaum beachtet, was vor allem an seiner durch die Wüstenlage bedingten Unzugänglichkeit liegt. Von den frühen Entdeckern hat nur der österreichisch-tschechische Orientalist Alois Musil (1868–1944) den Ort im Juni 1898 kurz aufgesucht. Dennoch zeichnete Musil eine Übersichtskarte sowie einen ersten Plan der Anlage, der auch 1976 noch nicht überholt war. Musil war zudem der Erste, der den Rastplatz al-Awnid, den der mittelalterliche arabische Geograph Al-Muqaddasi (*945) für die Reiseroute von Amman nach Arabien benennt, mit el-Uweinid identifizierte.
Im Jahre 1939 besuchte der österreichisch-britische Archäologe Aurel Stein (1862–1943) die Fundstelle und fand nach mehrfacher Darstellung durch den australischen Provinzialrömischen Archäologen David L. Kennedy vor der Türöffnung des freistehenden Turmes im Kastellinneren die erste der heute bekannten Inschriften aus dem Qasr. Nachweislich fertigte er einen Abklatsch seines Fundes an. Als er in Beirut auf sein Schiff zurück nach Großbritannien wartete, gab er die Abdrücke seiner Inschriften an den französischen Jesuitenpater und Archäologen René Mouterde (1880–1961). Mouterde bot eine Übersetzung an, war jedoch außerstande, ihre Veröffentlichung zu übernehmen. Die Inschrift war gut erhalten und konnte vollständig transkribiert werden. Der Originalstein blieb später jedoch unauffindbar.
Im August und September 1976 fand eine umfassende Expedition des amerikanischen Provinzialrömischen Archäologen und Keramikspezialisten Samuel Thomas Parker (1950–2021) entlang der jordanischen Sektion des Limes Arabicus statt, die unter dem Namen Survey of the Limes Arabicus bekannt und finanziell durch die American Schools of Oriental Research getragen wurde. Parker sammelte dabei mit einer Mannschaft aus Wissenschaftlern an vielen Fundplätzen mittels Feldbegehungen hauptsächlich keramisches Material. Ziel war es, durch eine an modernen Maßstäben gemessene Materialauswertung zu einem besseren Verständnis zu gelangen, was den Aufbau und die Entwicklung der römischen Grenzbefestigungen entlang der Wüste betraf. Dieses Projekt ging Parkers umfassendem Limes Arabicus Project voraus, bei dem von 1980 bis 1989 mittels weiterer Feldforschungen und Ausgrabungen die Thematik vertieft wurde und das erst 2006 mit einem zweibändigen Werk abgeschlossen war. Zu den Fundplätzen, die 1976 von Parker zu einer Feldbegehung ausgewählt worden waren, zählte auch der entlegene Außenposten Qasr el-Uweinid. Vom 15. Juli bis zum 18. August 1978 fanden unter der Leitung Kennedys wissenschaftliche Untersuchungen römischer Militäranlagen im Nordosten Jordaniens statt, dabei  besuchte er den Qasr, nahm seinerseits eine Feldbegehung vor und untersuchte Inschriften. Zudem betreut Kennedy seit Jahrzehnten das von ihm gegründete luftbildarchäologische Projekt Aerial Photographic Archive for Archaeology in the Middle East (APAAME), bei dem auch der Qasr immer wieder angeflogen wird. Durch Kennedy fand auch die Veröffentlichung eines aktualisierten Befundplans des Kastells statt. Wissenschaftliche Ausgrabungen wurden an diesem Fundplatz noch nicht durchgeführt.

## Baugeschichte

Grundriss des Kastells nach den Forschungen von David L. Kennedy

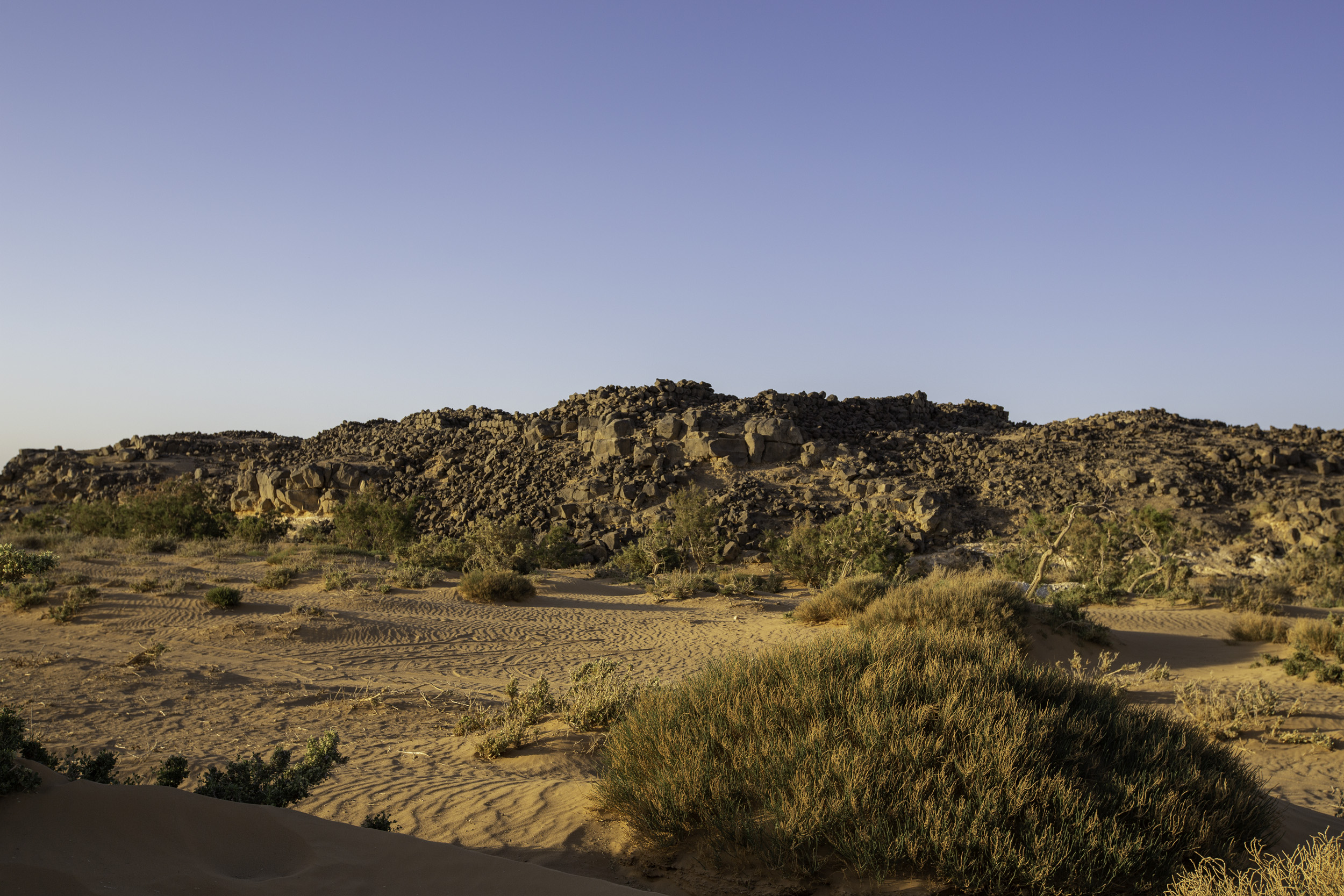
Das Kleinkastell von Süden (Zustand 2013)

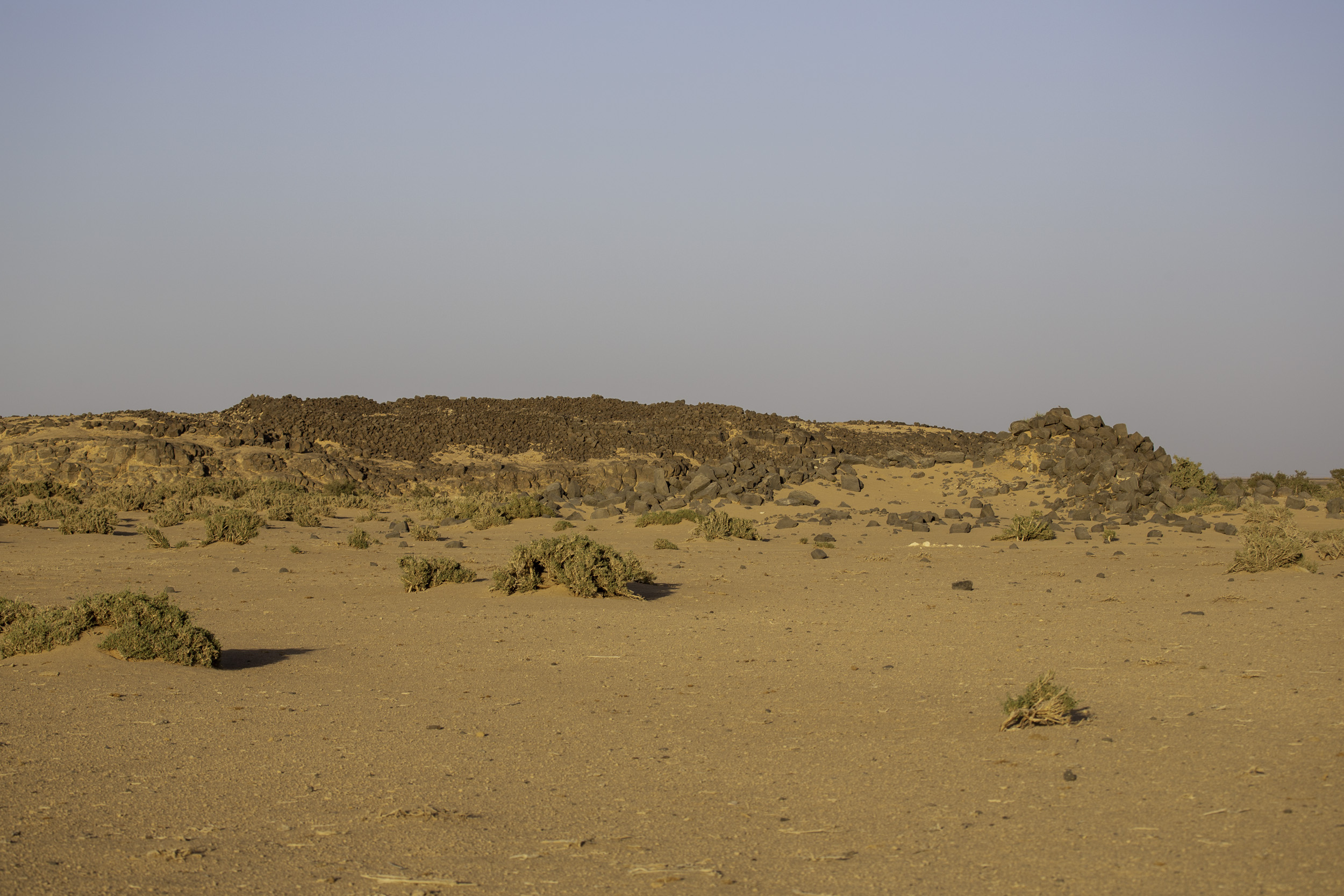
Blick von Südosten auf das Kleinkastell (Zustand 2013)

Während der Regierungsjahre des Kaisers Septimius Severus (193–211) lassen sich wichtige militärische Reorganisations- sowie Ausbaumaßnahmen an den Limites des Reiches beobachten.
Der unregelmäßige architektonische Aufbau des heute strittigen, aber möglichen Erbauungszeitraums zwischen 198 und 211 n. Chr. gestaltet sich archäologisch nach Beobachtungen Parkers und des schottischen Provinzialrömischen Archäologen David L. Kennedy wie folgt:
Mit seinem unregelmäßigen, größtenteils leicht trapezoid gestalteten Grundriss orientiert sich das Bauwerk über seine Hauptecken ungefähr an den Haupthimmelsrichtungen. Parker gab den Umfang der rund 1,05 Meter starken und stellenweise noch über zwei Meter hoch erhaltenen Umfassungsmauer 1976 mit rund 75 × 49 × 43 × 30 Metern an, während Kennedy 2004 die Angabe vereinfachend mit rund 65 × 44 Meter (= 0,25 Hektar) beschrieb. Die Mauer selbst besteht vollständig aus grob behauenen Basaltblöcken, die wahrscheinlich vor Ort abgebaut worden sind. Im Innenbereich der im Südwesten eine leichte eckige Ausbuchtung bildenden Umfassungsmauer befindet sich ein solide gemauerter freistehender Turm, der einst zwei oder drei Stockwerke hoch gewesen ist. Während Parker den Umfang dieses Turms mit rund 25 × 10 Metern angab, kam Kennedy auf lediglich 9,50 Meter im Quadrat. Der einzige einspurige Zugang befand sich an der kurzen Nordseite der im Südwesten hervorspringenden Ausbuchtung. Diesem Zugang gegenüber befindet sich der Eingang zu dem genannten freistehenden Turm. Ansonsten besitzt der Bau keine weiteren erkennbaren Türme. Die britische Klassische Archäologin Shelagh Gregory ging davon aus, dass die römischen Posten auf dem Turm mit dem Kastell Qasr el-Azraq in Sichtkontakt standen.
Im Inneren der Anlage lassen sich im Osten, Norden und Westen insgesamt vier Raumfluchten erkennen, die mit ihren gegenseitigen Trennwänden mehr oder weniger rechtwinklig auf die Umfassungsmauer zustreben. Zumeist ließ sich nach Kennedy erkennen, dass diese Raumfluchten, die einen zentralen Innenhof umschlossen, im Gegensatz zum klassischen Typus des Zentralhofkastells, eine eigens gesetzte Rückwand besaßen, die gegen die Umfassungsmauer errichtet worden war. Parker hat dieses Detail 1976 nicht gesehen, denn er schrieb, die Wände der Räume seien an die Umfassungsmauer angebaut gewesen.
Aufgrund von Unterschieden in der baulichen Gestaltung kam Kennedy zu der Theorie, dass der heute in das Kleinkastell integrierte Wachturm den ältesten Teil der römischen Bebauung an diesem Platz darstellt. Erst später wäre nach dieser Überlegung die Umfassungsmauer um den Turm gelegt worden und hätte dabei die außergewöhnliche Ausbuchtung gebildet. Irgendwann sei dann auch der weiter unten beschriebene zweite Wachturm am anderen Ufer des Trockentals errichtete worden. Der britische Archäologe Derek A. Welsby stellte 1998 in seiner vergleichenden Darstellung des Qasr mit dem südwestlich gelegenen Kastell Dajaniya die baulichen Besonderheiten heraus, die sich neben dem grob gesetzten Mauerwerk auch in einer mindestens zweiphasigen Entwicklung der Umfassungsmauern zeigten. Diese sind zu einem unbekannten Zeitpunkt verdickt und erhöht worden. Er sah darin eine Parallele zu einer gelegentlich im römischen Europa nachweisbaren Praxis.

## Wasserversorgung
Die Wasserversorgung der Kastellbesatzung wurde durch das angrenzende Wadi gesichert. Wie Parker bei seinen Forschungen feststellen konnte, befinden sich im Bett des Trockentals mehrere tiefe rechteckige Senken, die in das anstehende Felsgestein geschnitten worden sind. Zusammen mit einigen kleinen Mauern ließen sich damit wahrscheinlich Niederschläge und jahreszeitlich bedingte Abflüsse aus dem Hauran zur Nutzung durch die Garnison gewinnen. Parker konnte sich 1976 persönlich mit seiner Mannschaft davon überzeugen, dass einige der künstlichen Einschnitte noch Wasser führten, obwohl die Wissenschaftler ihre Forschungen am Höhepunkt der Trockenzeit betrieben. Zusätzlich wiesen dicht wachsendes Buschwerk sowie kleine Bäumen auf das dauerhafte Vorhandensein von Wasser knapp unter der Oberfläche des Wadibettes hin. Während der Untersuchungen durch Parker weideten ansässige Beduinen ihre Kamele im Umkreis der Fortifikation und tränkten sie. Auch Musil, der das Bauwerk im Juni 1898 besuchte, hatte Wasser im Bett des Wadis vorgefunden und angrenzend Kamele beobachtet.

## Datierung

### Keramik
Die durch Parker und Kennedy bei Feldbegehungen geborgene, sehr homogene Keramikausbeute bietet für sich eine relativ unkomplizierte Chronologie an. Zwar könnten einige Wandscherben vielleicht noch dem späten ersten beziehungsweise frühen zweiten Jahrhundert zugehören, doch das eindeutig datierbare Material ließ sich der Mitte des zweiten bis frühen vierten Jahrhunderts zuordnen, wobei die Keramikfragmente des späten dritten und frühen vierten Jahrhunderts überwogen.
Von 358 Scherben konnte Parker bei seiner Untersuchung im Jahre 1976 insgesamt 107 näher untersuchen. Die chronologischen Perioden und Datierungen richten sich nach Parkers Darstellung von 2006.
| Anzahl | Zeitstellung | Bemerkung   |
| ------ | --- | ----------- |
| 107    | spätrömisch (mehrheitlich spätrömisch IV, ca. 284–324); möglicherweise mit frührömischen IV–spätrömischen Wandscherben (ca. 73–135) | ca. 135–324 |

Die von Kennedy an der Fundstelle gesammelten Scherben, konnten bis zu rund 50 Jahre älter datiert werden als Parkers keramisches Material.
Die makroskopische Ansprache einiger ausgewählter Scherben ergab 1978 in Millimeter gemessen folgendes Ergebnis:
| Nummer | Beschreibung                                                                         | Datierung      | Magerung | Härte (Mohssche Härteskala) | Wandstärke                   | Farbe                                                                            |
| ------ | ------------------------------------------------------------------------------------ | -------------- | --- | --------------------------- | ---------------------------- | -------------------------------------------------------------------------------- |
| 1      | Randscherbe mit gerippter Außenfläche                                                | 3. Jahrhundert | mäßig Kalkstein und Schamotte ‹ 1,0 mm; mäßige Hohlräume ≤ 2,0 mm                                                            | 7                           | 2–3 mm (bis zu 6 mm am Rand) | Außen durchgehend hellbräunlich-grau mit dunkelgrauen Flecken auf der Innenseite |
| 2      | Randscherbe; auf der Außenfläche zwei flach eingeschnittene Bänder parallel zum Rand | 3. Jahrhundert | mäßig Quarz, Kalkstein und Schamotte ‹ 1,0 mm; spärlich-mäßige Hohlräume zumeist ‹ 1,0 mm                                    | 7                           | 5 mm                         | rötlich-gelbe Oberfläche, Außen und Innen rosa-gräuliche Bereichen, grauer Kern  |
| 3      | Randscherbe                                                                          | 3. Jahrhundert | spärliche Einschlüsse ‹ 1,0 mm, einschließlich Schamotte, mäßige Hohlräume ≤ 2,0 mm hauptsächlich im Bereich der Außenfläche | 4                           | 3 mm (bis zu 6 mm am Rand)   | durchgehen rosa-gräulich                                                         |
| 4      | Randscherbe                                                                          | 3. Jahrhundert | mäßig Kalkstein ‹ 0,5 mm, mäßig häufige Hohlräume ≤ 1,0 mm hauptsächlich im Bereich der Oberflächen                          | 4                           | 4 mm                         | hellrote Außenfläche und nicht tiefgründige hellrote Innenflächen, grauer Kern   |
| 5      | Henkel                                                                               | 3. Jahrhundert | spärlich Basalt ≤ 1,0 mm | 3                           | 19–23 mm                     | durchgehend rötlich-gelb                                                         |
| 6      | gerippte Wandscherbe                                                                 | 3. Jahrhundert | spärlich Quarz, Kalkstein und Schamotte ≤ 1,0 mm; mäßige Hohlräume ≤ 1,0 mm in den Oberflächen                               | 5                           | 5 mm                         | durchgehend dunkelgrau                                                           |
| 7      | gerippte Wandscherbe                                                                 | 3. Jahrhundert | mäßig-häufige Kalkstein und Schamotte ‹ 1,0 mm; spärliche Hohlräume ≤ 1,0 mm                                                 | 3                           | 5 mm                         | durchgehend rosa-grau                                                            |
| 8      | gerippte Wandscherbe                                                                 | 3. Jahrhundert | Basalt rund 1,0 mm; spärliche Hohlräume ‹ 5,0 mm                                                                             | 5                           | 4–6 mm                       | durchgehend rot                                                                  |

### Inschriften
Den Ursprung des Kleinkastells könnten in diesem Fall möglicherweise wesentlich spezifischer als die Keramiken zwei vor Ort aufgefundene Bauinschriften belegen. Die nachfolgende Widmung fand sich am 19. August 1976 während des von Parker geleiteten Survey of the Limes Arabicus auf einem 1,48 × 0,32 Meter großen Basaltblock im Schutt nahe dem Eingangstor. Er könnte dort einst als Türsturz gedient haben. Insbesondere die stark beschädigten letzten Zeilen bleiben bei den verschiedenen Transkriptionen unsicher. Auch in den wissenschaftlich vorgenommenen Datierungen unterscheidet sich diese Inschrift. Kennedy kam 1982 auf einen Zeitraum zwischen 200 und 202 n. Chr., während die Epigraphischen Datenbanken Clauss/Slaby sowie Heidelberg die Zeit von 198 bis 211 n. Chr. angeben. Heidelberg folgt dabei weitgehend Parkers and Paul M. McDermotts Transkription von 1978. McDermott war 1976 als Photograph an Parkers Expedition beteiligt. Allerdings bevorzugten die beiden Amerikaner ein Entstehungsdatum zwischen 209 und 211. Geehrt werden in der Inschrift Septimius Severus und seine Söhne Caracalla († 217) and Geta († 211).

#### David L. Kennedy
Pro salute et incolumitate domi-

norum nn. Impp. Augg. L. Septimi Se-

veri Pii Pertinacis et M. Aureli An-

[[tonini et]] P. [[Septimi Getae Caes(aris) per L.]] M[arium?]

Perpetu[um leg(atum) Augg. pro pr(aetore) caste]llum no-

v{u}m Severianum a[[edificaverunt? vex(illationis) leg(ionis) III Cyr?]]

#### Epigraphik-Datenbank Clauss/Slaby
Pro salute et [in]columitate domi-

norum [nn(ostrorum)] Impp(eratorum) Augg(ustorum) L(uci) Septimi Se-

veri Pii Pertinaci[s] et [M(arci)] Aurelii An-

[[tonini Pii Felicis et P(ubli) Sept(imi) Getae]]

[[L(ucius)]] M[arius]

Perpetu[us leg(atus) Augg(ustorum) pro pr(aetore) caste]llum nov(um) Severianum a[…
In der vierten Zeile wurde der Name Getas nach dessen Ermordung durch seinen Bruder Caracalla im Dezember 211 aufgrund der anschließend ausgegebenen Damnatio memoriae eradiert.

#### Epigraphische Datenbank Heidelberg
Pro salute et [in]columitate domi-

norum [nn(ostrorum)] Impp(eratorum) Augg(ustorum) L(uci) Septimi Se-

veri Pii Pertinaci[s] et [M(arci)] Aurelii An-

[[tonini Pii Felicis et P(ubli) Sept(imi) Getae]]

Fl[.]e[.]t[…]

no[…] Severia[n…
Parker rekonstruiert in der vorletzten Zeile einen möglichen Flavius, der als Kommandeur seiner Einheit für die Anbringung der Widmung verantwortlich zeichnete.

#### Bauinschrift für ein Militärbad
Wie bereits geschrieben wurde die erste aufgefundene Bauinschrift 1939 von Aurel Stein dokumentiert. Sie fand sich angeblich unmittelbar vor der Türöffnung des freistehenden Turmes im Kastellinneren, blieb später jedoch am Qasr el-Uweinid unauffindbar. Die in Basalt gehauene, rund 0,46 × 0,23 Meter große Inschrift war gut erhalten und konnte vollständig transkribiert werden. Durch die Konsulatsdatierung lässt sich ihre Entstehung auf das Jahr 201 n. Chr. festschreiben. Weder Parker konnte 1976 die Inschrift wiederfinden, noch war dies Kennedy 1978 möglich.
Castellum et s(uum)

praesidium Seve-

rianum vexillatio

leg(ionis) III Cyren(a)ic(ae) baln(eum)

Mucia[no] et Fab[ian]o [co(n)]s(ulibus) ex(s)truxit
Übersetzung: „Das Kastell und sein severisches Praesidium. Eine Vexillation der Legio III Cyrenaica errichtete dieses Badegebäude unter den Konsulen Marcus Nonius Arrius Mucianus und Lucius Annius Fabianus.“
Im Jahre 1982 bezog Kennedy das Severianum in dem Satzgebilde Castellum et s(uum) praesidium Severianum auch auf das Kastell und schrieb, dass  Castellum Severianum der lateinische Name von el-Uweinid war. Mit den wachsenden Zweifeln an dem ursprünglichen Standort dieser Inschrift distanzierte sich auch Kennedy von seinen früheren Aussagen (siehe Abschnitt „Diskussion“).
Aus militärischer Sicht lässt der Begriff Praesidium nach Ansicht des ungarischen Historikers Péter Kovács für sich keine eindeutige Erklärung zu und muss stets aus dem jeweiligen Bezug erklärt werden. Unter anderem werden mit ihm größere und kleinste Garnisonsstandorte bezeichnet, wobei offensichtlich Anlagen vom Umfang eines Kleinkastells oder Außenpostens den Schwerpunkt bildeten. Das in der zweiten Bauinschrift aus dem Kleinkastell Qasr el-Uweinid genannte praesidium könnte nach Kovács, der den ursprünglichen Standort der Inschrift auch 2008 in el-Uweinid verortete, mit dem innerhalb der Kastellmauern solitär errichteten Turm identifiziert werden.
Kennedy hat nach einem intensiven Quellenstudium über die Jahrzehnte seine Überzeugung beibehalten, dass die von Stein dokumentierte Bauinschrift vor dem Wachturm des Qasr el-Uweinid entdeckt worden sei – wenn auch als Spolie hierher verfrachtet. Parker, der sich gleichfalls ausführlich mit Steins unveröffentlichten Dokumenten beschäftigte, kam 1978 zu dem Schluss, hier einer späteren Interpretation durch den amerikanischen Historiker Glen W. Bowersock aufzusitzen, der den Fund unmittelbar nach el-Uweinid verortete. Nach Parker hätte Stein bei seiner Bemerkung, die Inschrift vor einem Wachturm entdeckt zu haben, jedoch nur eine grobe Verortung in die Region um den Qasr gegeben. Die Lage der Inschrift könnte also auch an einer anderen Stelle zu suchen sein.
Es gibt Hinweise, dass einst eine dritte und möglicherweise eine vierte Inschrift am Qasr el-Uweinid existiert haben könnten, wobei eine davon Bezug zum Turm auf der gegenüberliegenden Seite des Wadis gehabt haben könnte.

### Diskussion
Für Kennedy und die meisten Kommentatoren bleibt die Existenz von gleich zwei Bauinschriften an so einem abgelegenen, kleinen Garnisonsort überraschend und problematisch. Zumindest die den Bau eines Militärbades bezeugende Inschrift ist für viele Wissenschaftler an einem Ort wie diesem unglaubwürdig. Als Argument gegen ein Badegebäude wurden dabei die für einen Badebetrieb zu bescheidenen Wassermengen angesehen, die sich heute in der unterhalb des Kleinkastells vorbeiführenden Biegung des Wadis sammeln und stehen bleiben. Es wurde daher überlegt, ob das erwähnte Bad nicht an einer der beiden Quellen von Azraq gelegen haben könnte. Würde man dieser Überlegung folgen, müsste mindestens die Bauinschrift des Bades als Spolie zum Qasr el-Uweinid geschafft worden sein. Kennedy gab auch zu bedenken, dass die von Parker vor dem Zugangstor entdeckte zweite Inschrift ebenfalls von einem unbekannten Ort hierher gebracht worden sein könnte. Mit dieser Bemerkung stößt er jedoch seine eigene Annahme um, durch die er gleichzeitig eine severische Gründung des Kleinkastells nahelegt. Denn beiden Inschriften datieren in die Zeit der Severer (193–235). Demnach müsste der Qasr el-Uweinid zu einem späteren Zeitpunkt entstanden sein, als die beiden Inschriften an ihrem ursprünglichen Standort nicht mehr gebraucht wurden.
Die britische Klassische Archäologin Shelagh Gregory betonte 1996 – wie Welsby zwei Jahre später – die schlechte Qualität des Mauerwerks dieser Anlage und schlug im Gegensatz zu Welsbys römerzeitlichem Ansatz vor, dass die Umfassungsmauer des Qasr vielleicht erst in frühislamischer Zeit entstanden sein könnte und den gut gemauerten römischen Turm in sich aufnahm. Gleichzeitig stellte sie, nun wieder im Gleichklang mit Welsby, jedoch fest, dass das Mauerwerk des Qasr in seiner rohen Gestaltung Parallelen zum Kastell Dajaniya aufwies, dessen Nutzung nach einhelliger wissenschaftlicher Meinung in die Zeit zwischen 284 und 502 n. Chr. datiert. Charakteristische islamische Keramikscherben ließen sich am Qasr el-Uweinid nicht finden.

## Wachturm Qasr el-Uweinid
Auf der dem Kleinkastell gegenüberliegenden Seite des Wadis befindet sich westlich, knapp 300 Meter vom Garnisonsort entfernt, ein großer gut erhaltener rechteckiger Wachturm, der 12 × 12 Meter im Quadrat misst und noch über vier Meter hoch erhalten geblieben ist. Sein massives Mauerwerk ist 1,20 Meter stark.

## Spätantiker vorderer Limesverlauf zwischen Khirbat az-Zuna und dem Qasr eth-Thuraiya
| Name/Ort         | Beschreibung/Zustand |
| ---------------- | --- |
| Qasr el-Uweinid  | siehe oben |
| Qasr Mushash     | Rund 40 Kilometer westsüdwestlich von el-Uweinid entfernt und rund 40 Kilometer östlich von Amman, befindet sich der weitgehend frühislamisch geprägte Fundplatz Qasr Mushash. Seit Herbst 2011 befand sich hier ein umfassender Forschungsschwerpunkt des Deutschen Archäologischen Instituts in Zusammenarbeit mit dem jordanischen Antikendienst. Der Qasr befindet sich am nördlichen Rand der jordanischen Wüste. In dieser Region ist mit weniger als 100 mm jährlichen Niederschlags zu rechnen. Das Gebiet weist in heutiger Zeit eine nur sehr geringe Vegetation auf, dies ist jedoch eine Folge einer anthropogen Übernutzung und entspricht in dieser Form sehr wahrscheinlich nicht dem antiken Landschaftsbild. Insbesondere der Fundort Qasr Mushash West besteht aus dem ursprünglichen, durch römisch-spätrömisches/frühbyzantinisches Militär genutzten Areal. Anhand der Oberflächenkeramik kann ein im 2. oder 3. Jahrhundert entstandener Wachposten gemutmaßt werden. Sichtbar sind heute jedoch nur die Baureste der islamischen Zeit. Der Qasr Mushash ist seit Jahren wie zahlreiche andere archäologische Stätten Jordaniens immer wieder Ziel brutaler illegaler Raubgrabungen geworden und substanziell stark gefährdet. |
| Qasr ez-Zaʿfaran | → Hauptartikel : Qasr ez-Zaʿfaran [ 55 ] |